# 暮眼蝶
暮眼蝶（学名：Melanitis leda），又名伏地目蝶、樹蔭蝶、樹間蝶、珠衣蝶、暗褐稻眼蝶、普通昏眼蝶，为蛺蝶科暮眼蝶屬下的一个种。通常在黃昏時飛行，其飛行路徑飄忽不定。此蝶分布於非洲、南亞與東南亞，並延伸至澳洲部分地區。

## 外型描述
雨季型態：

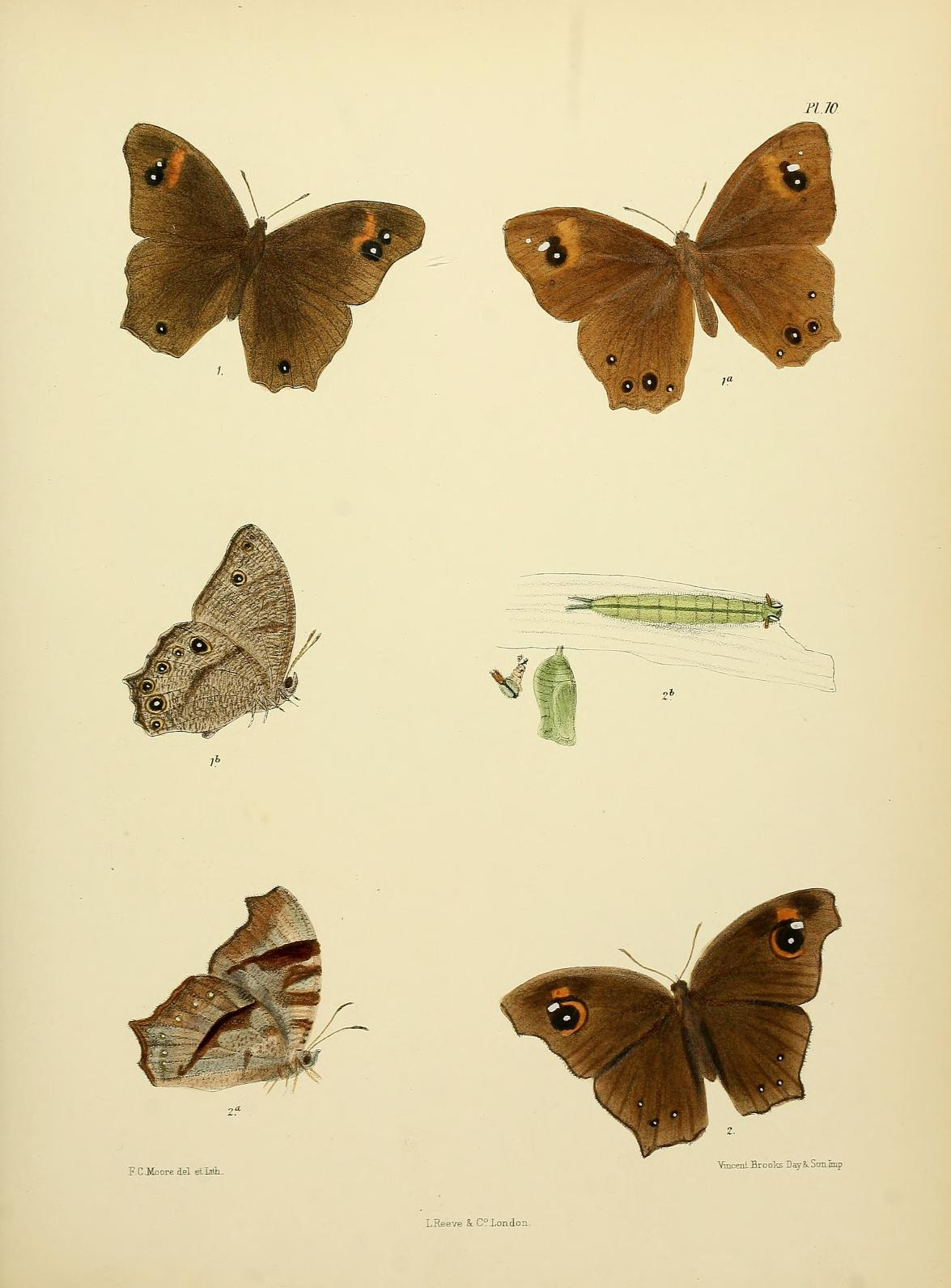
亞種 leda（指名亞種）與 ismene 的幼蟲與蛹

前翅：翅頂略尖；外緣在翅頂下方略呈角狀或筆直。翅背為褐色，前翅近翅頂具兩枚大型黑色斑，斑點外側有一小白點，內側由一鐵銹色斷裂弦月紋圍繞；前緣邊緣略淡。後翅在第2翅室近翅緣處具一枚深色、白心、黃褐色環狀的眼紋，且翅腹的翅頂眼紋（有時包括其他眼紋）會透現於背面。
翅腹色較淡，密佈深褐色橫條紋；前翅中央有一條彎曲的深褐色細帶，之後有一斜向的近中央深色帶，並排列一系列眼紋：前翅有四枚，翅室8的最大；後翅有六枚，頂端與近臀角處的最大。
乾季型態：
前翅：翅頂鈍，略呈鐮刀形；翅頂後的外緣筆直或波狀。翅背底色與雨季型相似，但前翅黑斑內側的鐵銹色弦月紋更大，並向上下延伸超過黑色前緣。後翅：第2翅室的眼紋消失，改為三或四枚小白色近翅緣斑點。
翅腹色彩變異大。兩種季節型的觸角、頭部、胸部與腹部皆為褐色或灰褐色；觸角具白色環紋，末端呈黃赭色。

## 生態
黃昏時段，該物種常會驅趕其他進入領域的蝴蝶。 這種追逐行為甚至會被丟擲小石子所激發。
毛毛蟲的食草種類繁多，包括稻（水稻）、竹類、須芒草屬、Rotboellia cochinchinensis、巴拉草、狗牙根屬、白茅屬，以及小米類如 竹葉草、黍屬 和 牛筋草。
成蝶主要以花蜜為食，偶爾會訪問腐爛的水果。

## 圖像集

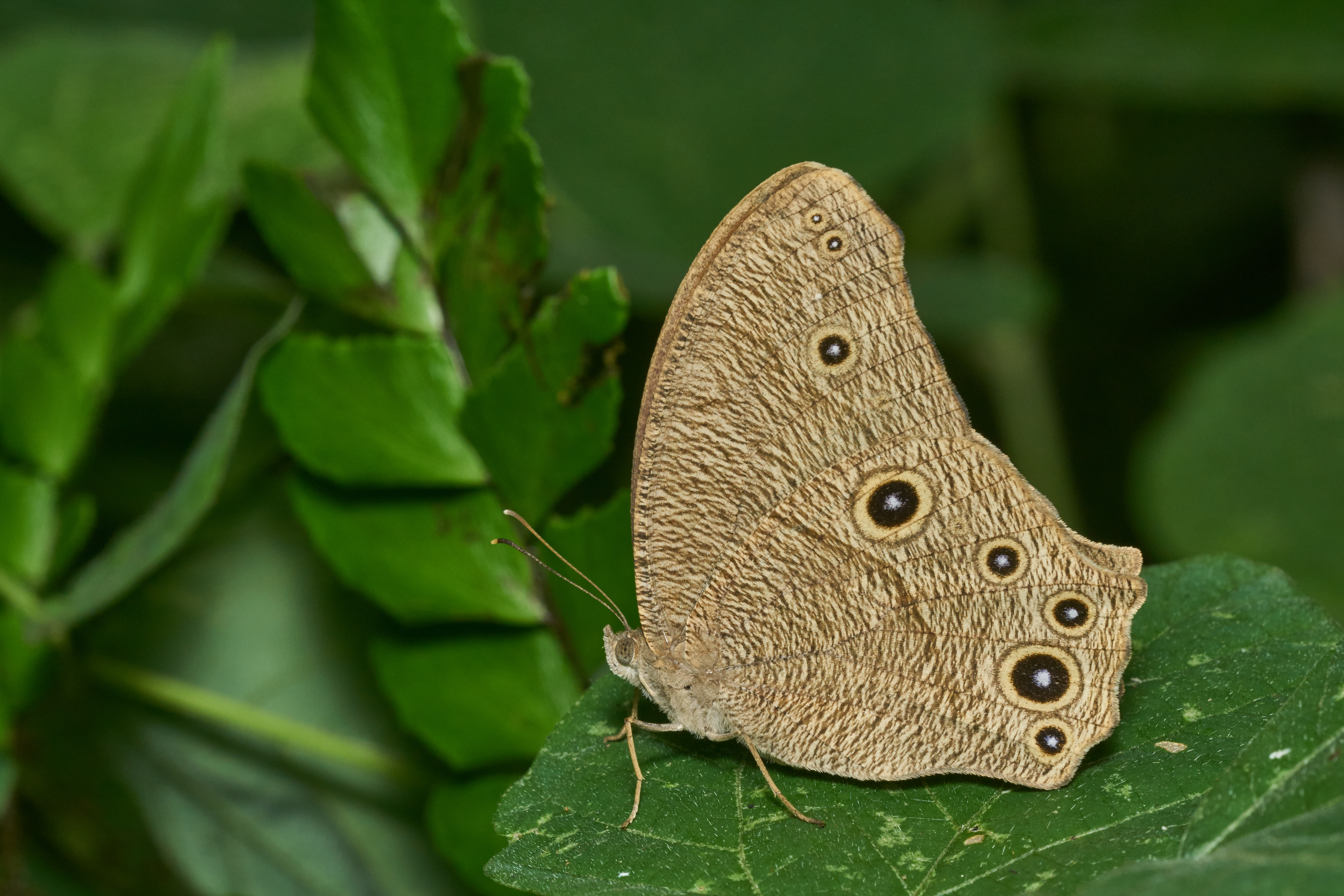
雨季型
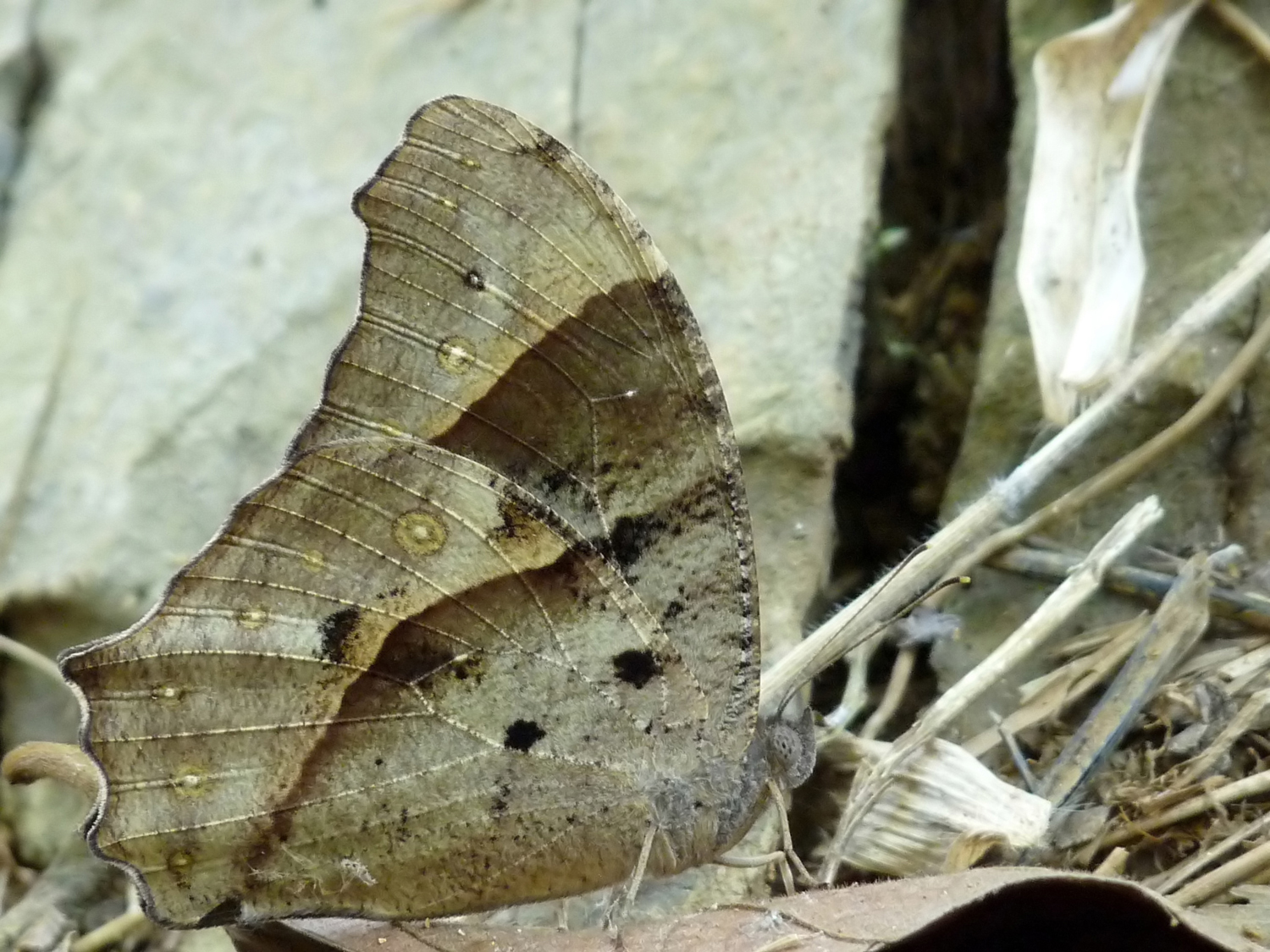
乾季型
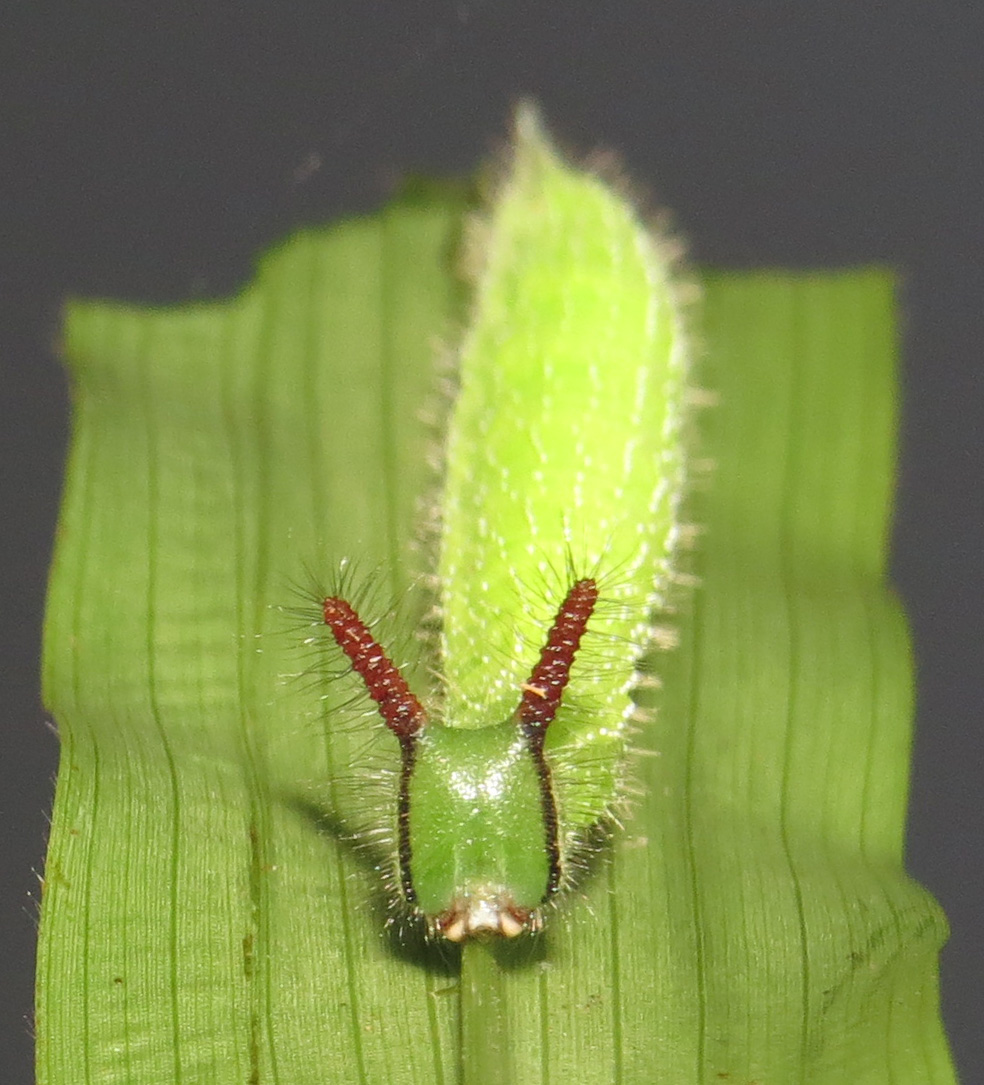
幼蟲
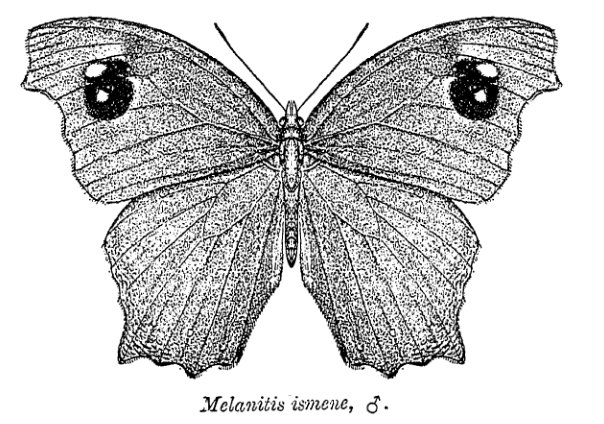
翅背花紋
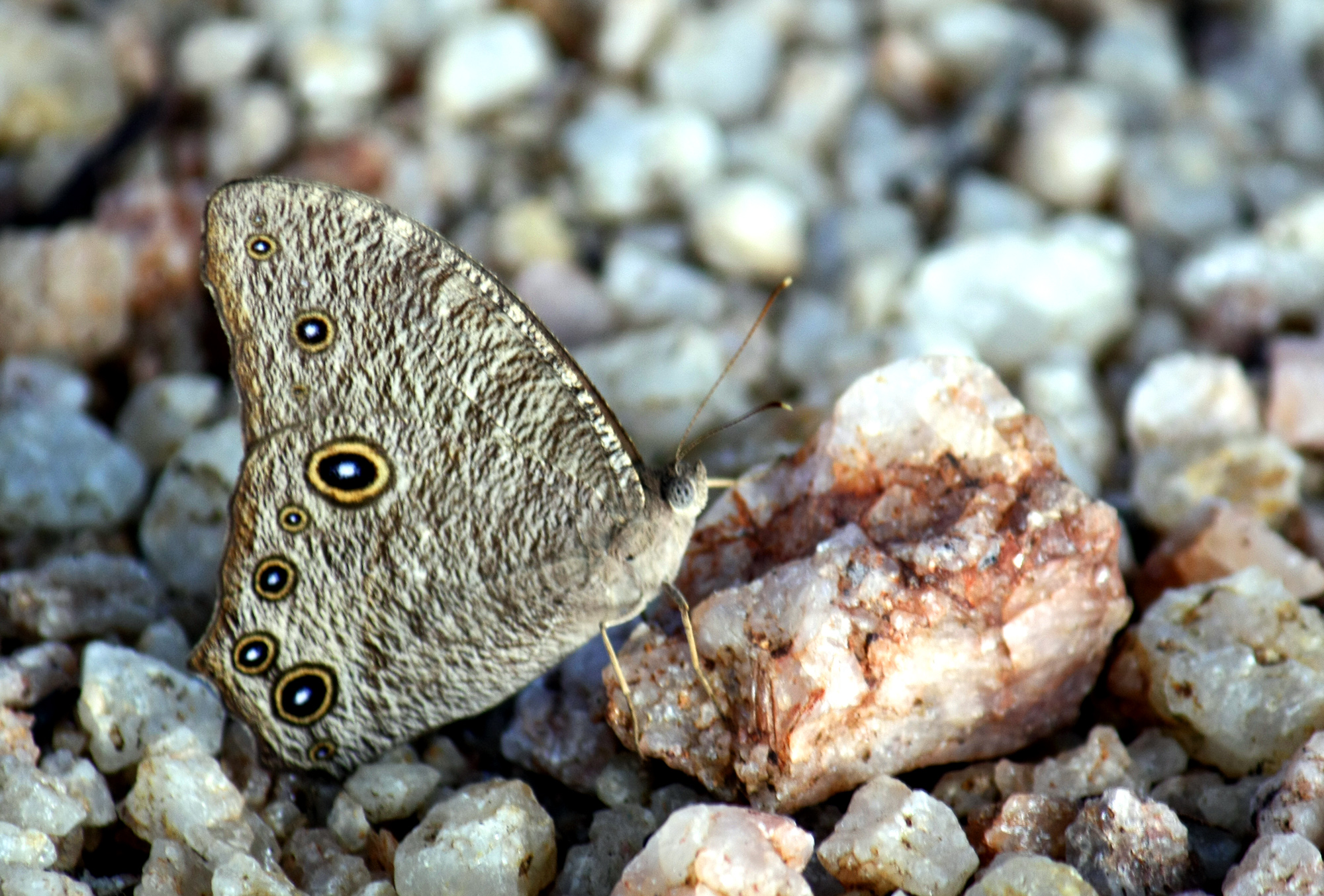
雨季型
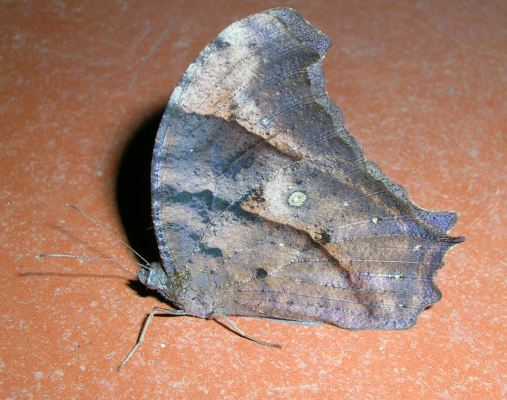
乾季型
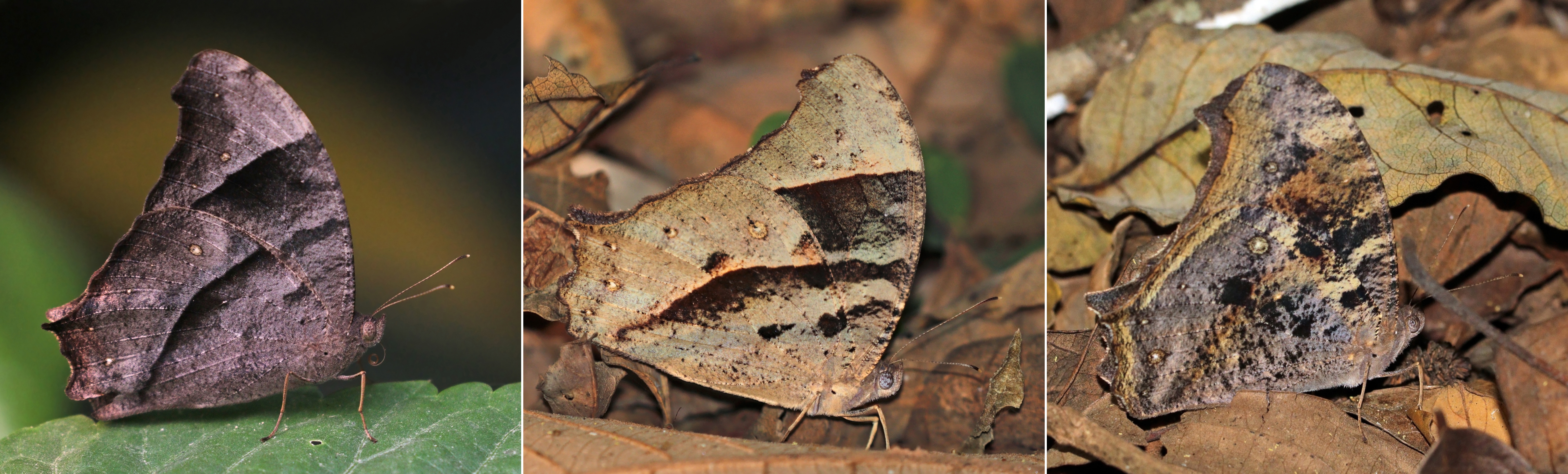
M. l. ismene 乾季型，尼泊爾
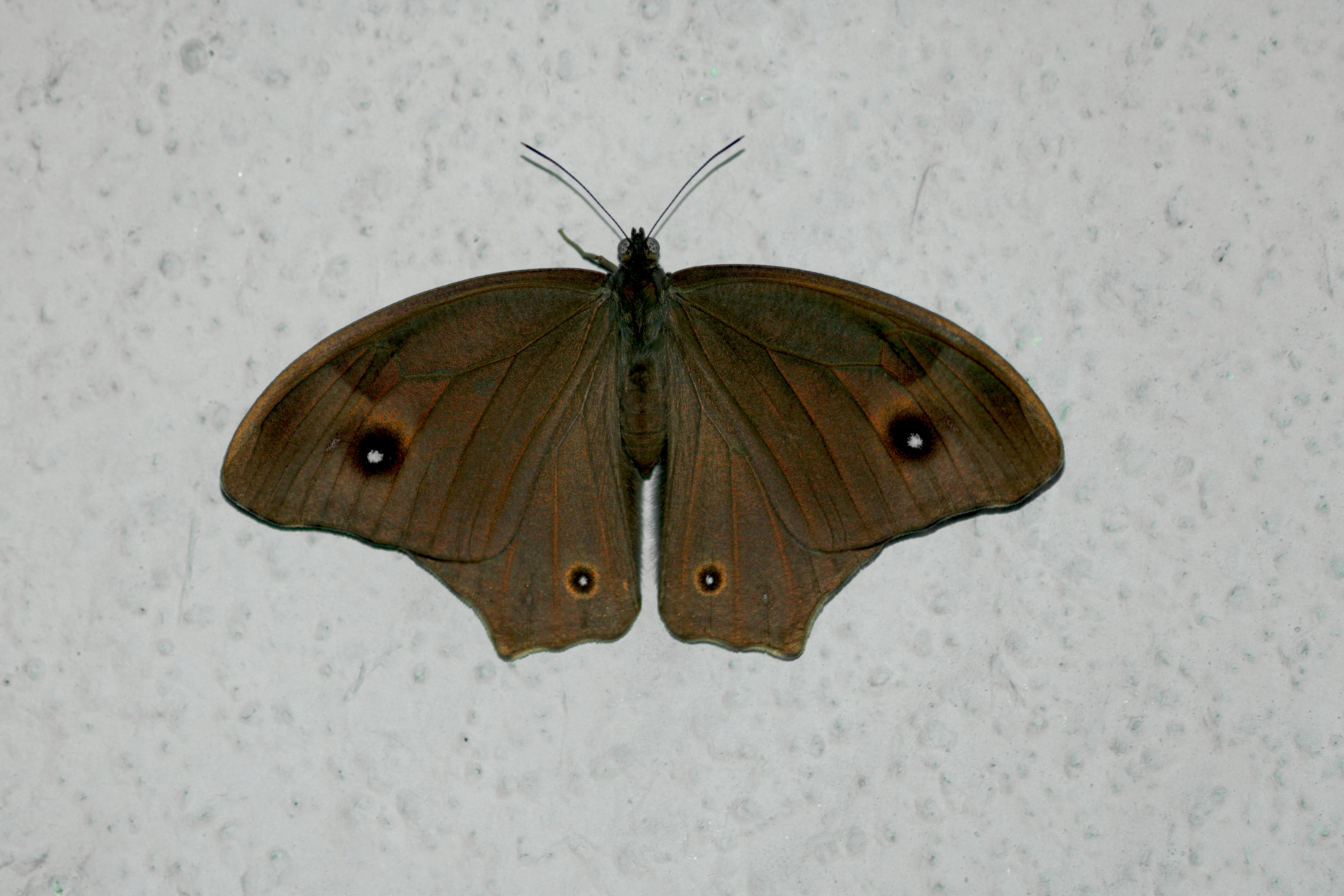